# Generalporočnik (Finska)
Generalporočnik (finsko Kenraaliluutnantti in švedsko Generallöjtnant) je drugi najvišji (trozvezdni) generalski čin v Finski kopenski vojski in Finskem vojnem letalstvu. Spada v Natov razred OF-08. 
Generalmajor po navadi zaseda položaj poveljnika armadea ali pa položaj načelnika Generalštaba Finskih obrambnih sil. Nadrejen je činu generalmajorja in podrejen činu generala. Enakovreden je činu viceadmirala v Finski vojni mornarici.
Prvotna oznaka čina, ki se nahaja na ovratniku uniforme, je do leta 1995 sestavljena iz dveh zlatih levov Finske, nato pa je bil oktobra 1995 spremenjena v tri zlate lete. Narokavna oznaka čina je sestavljena iz enega širokega (zlatega) traku in dveh ožjih trakov.